# Browar Łąkomin
Browar Łąkomin – polski browar rzemieślniczy z siedzibą w Łąkominie (powiat gorzowski).

## Historia
Początki warzenia piwa w prywatnym pałacu w Łąkominie sięgają roku 2010, ale zalegalizowanie produkcji piwa rzemieślniczego nastąpiło w 2015. Na dzień rejestracji był to najmniejszy browar w Polsce. Warzelnia w pałacu miała wówczas 90 litrów. Została zaprojektowana i skonstruowana przez piwowara Adama Śmiglaka. Piwo warzono w tym okresie wyłącznie na potrzeby pałacowej restauracji. 
W 2017 browar rozbudowano. W 2019 zakład wytwarzał cyklicznie około dwadzieścia gatunków piw, zarówno lanych, jak i butelkowanych, które poprzez system hurtowni są dostępne na terenie całej Polski. Zakład specjalizuje się w piwach ciemnych, w tym leżakowanych w beczkach po whisky lub rumie. Jako pierwszy w Polsce browar wyleżakował piwo w beczce po miodzie pitnym. Woda pochodzi ze źródła w Łąkominie, chmiel częściowo z własnej uprawy, a słody i jęczmień od polskich dostawców. Piwa są niepasteryzowane i naturalnie refermentowane.

## Nagrody
Produkty browaru zdobyły 51 medali (stan na 2019) w krajowych i zagranicznych konkursach piw rzemieślniczych, w tym m.in.:
- iBEERian Awards Aveiro – Portugalia 2017:
  - kategoria: Belgian Dark Strong Ale, piwo Belgijski Byk – I miejsce,
  - kategoria: American Barleywine, piwo Basior – II miejsce,
  - kategoria: Schwarzbier, piwo Czarny Zając – II miejsce,
  - kategoria: American Wheat Beer, piwo AmeryŁANin – III miejsce,
  - kategoria: Baltic Porter, piwo Dziki Dzik – III miejsce,
  - kategoria: British Barleywine, piwo Wadera – III miejsce,
- iBEERian Awards Aveiro – Portugalia 2018:
  - kategoria: Best Pale Lager – Category Winner, piwo Der Amerikaner,
  - kategoria: American Lager, piwo Der Amerikaner – I miejsce,
  - kategoria: Export Stout, piwo Leśny Krecik – I miejsce,
  - kategoria: Belgian Dark Strong Ale, piwo Belgijski Byk – II miejsce,
  - kategoria: American Barleywine, piwo Basior – II miejsce,
  - kategoria: English Summer Ale, piwo Orzełek – III miejsce,
  - kategoria: Sweet/Cream Stout, piwo Rzeka Pełna Mleka – III miejsce,
  - kategoria: British Barleywine, piwo Wadera – III miejsce,
- iBEERian Awards Aveiro – Portugalia 2019:
  - kategoria: Best Strong ALE – Category Winner, piwo Basior,
  - kategoria: Best Brown ALE & Porter, piwo Dziki Dzik,
  - kategoria: Wood and Barrel Aged, piwo Sus Scrofa in Caribaeis – I miejsce,
  - kategoria: American Barley Wine, piwo Basior – I miejsce,
  - kategoria: Baltic Porter, piwo Dziki Dzik – I miejsce
  - kategoria: Belgian Dark Strong ALE, piwo Belgijski Byk – II miejsce,
  - kategoria: British Barley Wine, piwo Wadera – II miejsce,
  - kategoria: Historical, piwo Miedjed – II miejsce,
  - kategoria: Wheat Wine, piwo Biały Kieł – III miejsce,
- Konkurs Piw Rzemieślniczych 2016 w Poznaniu:
  - kategoria: Mocne ALE, piwo Basior – I miejsce,
  - kategoria: Belgijskie Mocne ALE, piwo Belgijski Byk – I miejsce,
- Konkurs Piw Rzemieślniczych 2017 w Poznaniu:
  - kategoria: Belgijskie ALE, piwo Belgijski Byk – II miejsce,
  - kategoria: Polish ALE, piwo Orzełek – III miejsce,
- Konkurs Piw Rzemieślniczych 2018 w Poznaniu:
  - kategoria: Mocny Stout/Porter, piwo Leśny Krecik – III miejsce
  - kategoria: Mocne ALE, piwo Basior – III miejsce,
  - kategoria: Belgijskie Mocne ALE, piwo Belgijski Byk – III miejsce,
  - kategoria: Porter Bałtycki leżakowany w drewnie, piwo Sus Scrofa in Occidente Fero – III miejsce,
- 45. Ogólnopolskie Święto Chmielarzy i Piwowarów 2015:
  - kategoria: Stout Dry/Sweet, piwo Leśny Krecik – II miejsce,
- 46. Ogólnopolskie Święto Chmielarzy i Piwowarów 2016:
  - kategoria: Belgian ALE, piwo Belgijski Byk – III miejsce,
  - kategoria: Stout Dry/Sweet, piwo Leśny Krecik – II miejsce,
- 47. Ogólnopolskie Święto Chmielarzy i Piwowarów 2017:
  - kategoria: Pils, piwo Der Amerikaner – I miejsce,
  - kategoria: APA/AIPA, AmerIPA – II miejsce,
  - kategoria: Porter Bałtycki, piwo Dziki Dzik – III miejsce,
  - kategoria: Piwa Belgijskie, piwo HOP! Sarenka – III miejsce,
- 48. Ogólnopolskie Święto Chmielarzy i Piwowarów 2018:
  - Grand Prix Chmielaków – Najlepsze Piwo Konkursu: Srogi Niedźwiedź,
  - kategoria: Stout Sweet/Milk, piwo Rzeka Pełna Kawy – I miejsce,
  - kategoria Imperial Stout, piwo Srogi Niedźwiedź – I miejsce,
  - kategoria: Stout Sweet/Milk, piwo Rzeka Pełna Mleka – II miejsce,
  - kategoria: Stout Dry, piwo Leśny Krecik – II miejsce,
- 49. Ogólnopolskie Święto Chmielarzy i Piwowarów 2019:
  - kategoria: Imperial Stout, piwo Rwąca Rzeka – I miejsce[2].

## Marki i style piw
W browarze wytwarzane są m.in. następujące odmiany piw:
- Złoty Zając (pilzner niemiecki),
- Orzełek (polskie Ale),
- Landsberger Kraft (niemieckie Ale),
- Der Amerikaner (American German Pilsner),
- Samotny Wilk (American Pale Ale),
- HOP! Sarenka (belgijskie blond IPA),
- Mrówa (West Coast IPA),
- Leśny Krecik (Foreign Extra stout),
- Dziki Dzik (porter bałtycki),
- Belgijski Byk (quadrupel),
- Basior (American Barleywine),
- Srogi Niedźwiedź (russian imperial stout)[2]